# 거만치
거만치(중국어: 葛曼棋, 병음: Gě Mànqí, 한자음: 갈만기, 1997년 10월 13일~)는 중화인민공화국의 육상 선수로 주 종목은 단거리 달리기다. 2016년과 2020년 하계 올림픽에 참가했으며 2022년 아시안 게임 여자 100m 종목 금메달을 획득했다.